# 勝力 (敷設艦)
勝力（かつりき）は、日本海軍の敷設艦。太平洋戦争中、特務艦（測量艦）に艦種変更された。

## 概要
敷設艦/特務艦「勝力」は日本海軍の機雷敷設艦（排水量約1,500トン）。
1917年（大正6年）1月に竣工した際は「敷設船　勝力」(もしくは「勝力丸」)だったが、1920年（大正9年）4月1日附で日本海軍の軍艦となり、敷設艦に類別変更された。
旧式化にともない1935年（昭和10年）7月より呉鎮守府部隊測量艦となり、測量任務に従事。太平洋戦争でも東南アジア方面で測量任務に従事した。1942年（昭和17年）7月20日で特務艦（測量艦）に類別変更される。その後も測量任務に従事していたが、
1944年（昭和19年）9月21日、潜水艦の雷撃を受け沈没した。

## 艦型

### 敷設艦
日露戦争以降、日本海軍は旧式装甲巡洋艦を敷設艦に改造して機雷戦に備え、同時に敷設艇として400トン級の「夏島」等を建造した。大正時代になると、巡洋艦改造大型艦と敷設艇の中間型として本艦（勝力）が開発・建造された。従来の敷設艇（マイン・ボート）の拡大型的な艦艇で、船体形状には商船の雰囲気が残る。速力13ノット。五号機雷100個、上甲板に120個、船艙内に360個を搭載とする文献もある。1917年(大正6年)の南洋巡航の際は上甲板に20個、1番から4番までの機雷庫に340個の計360個の五号機雷を搭載している。主砲は安式四〇口径一二センチ砲3門。配置は艦首に2門、艦尾上構上に1門だが、艦首の2門は日本海軍では珍しく並列に配置されていた。

### 測量艦
1935年(昭和10年)に「満州」の測量器材を引き継いで測量用に改造された。この時に後部マストを三脚（測量艇揚卸用デリック装備）に変更した。公式図によると主砲前部2門は8cm砲に換装、後部1門は撤去され羅針儀が設置された。「写真日本の軍艦第14巻」では『そのさい備砲は三年式8センチ高角砲に換装された』としている(高角砲の門数の記載は無い)。1942年に撮影された写真では8cm高角砲3門(前部2門、後部1門)が搭載されている。
1944年(昭和19年)9月の沈没時の兵装は8cm高角砲3門、7.7mm機銃5挺、爆雷となっている。その他逆探の装備が確認される。また搭載艇はカッター2隻、内火艇1隻、筏2隻も搭載していた。測量艇は任務に応じて搭載しており、沈没時は4隻を搭載していた。なお、1944年9月の戦時日誌には水偵による直衛任務の記載もある。

## 艦歴
1915年（大正4年）12月10日、日本海軍は建造予定の2,000トン級水雷敷設船を「勝力」と命名する。この艦名は、神奈川県横須賀市（横須賀軍港)にある岬の名「勝力鼻」に依る。
1916年（大正5年）5月5日、「勝力」（一部文献では勝力丸）は呉海軍工廠で起工。
起工直後の5月17日に敷設船(工作船、運送船と合わせて特務船と総称)が制定される。それまでは雑役船の扱いだった。
同年10月5日、進水。
1917年（大正6年）1月15日、竣工。呉鎮守府籍。
1920年（大正9年）4月1日附で、「敷設船 勝力」は軍艦「勝力」となる。同日附で艦艇類別等級の改正により敷設艦が新たに定められ、3隻（阿蘇、津軽、勝力）は敷設艦に類別変更された。
1935年（昭和10年）7月1日、呉鎮守府部隊の測量艦となる。この頃から測量艦として用いられた。南洋諸島や支那海での測量任務に従事する。
1940年（昭和15年）10月11日、横浜港沖で行われた紀元二千六百年特別観艦式に参加。

### 太平洋戦争
1941年（昭和16年）6月より南洋方面の測量を実施したあと、12月1日に横須賀到着。
1942年（昭和17年）1月12日より呉で入渠・整備をおこなった。横須賀に回航されたのち3月10日附で第一南遣艦隊附属となる。3月16日、第三測量隊と器材を搭載して横須賀を出撃。シンガポールに進出後、マラッカ海峡やビルマ方面の測量任務に従事した。
同年7月20日附で、「勝力」は敷設艦から削除。特務艦（測量艦）に類別変更。引続き、東南アジアやインド洋方面での測量業務に従事した。

### 1944年後半
1944年(昭和19年)6月の時点で南西方面艦隊に所属し、測量任務に就いていた。1日、マカッサル着。4日測量艇3隻を乗せて同地発、測量を行い8日ソロン着、測量艇1隻を同地に残した。翌9日同地発、14日マカッサルに到着した。17日マカッサル発、19日スラバヤに帰着、同地で整備作業や逆探装備等を行った。
7月4日スラバヤ発、7日バリクパパン着、測量班先発隊と測量艇1隻を降ろした。10日同地発、12日タラカン着、15日同地発、17日バリクパパン着、21日同地発、24日スラバヤに帰着した。
測量機材52トンを搭載し8月8日にスラバヤ発、12日シンガポール着、測量機材を降ろした。以後パレンバンで測量の予定であったが、フィリピン方面で測量を行っていた「第36共同丸」が消息不明となる。このため勝力はブルネイ湾の測量引き継ぎ、マニラへの進出を命令された。便乗者40名や兵器等を搭載しシンガポールを18日発、22日スラバヤ着、マニラへの物品約70トン等を搭載し28日スラバヤ発、30日バリクパパン着。9月1日同地発、12日マニラ湾に入港、直ちに出港しマニラ湾西方で避泊、同地で整備作業を行い16日マニラ港に再度入港した。17日同地で新艦長が着任し、前艦長は退艦、20日測量班員25名と測量艇4隻を収容した。また第36共同丸の生存者9名も勝力に収容された。

### 沈没
この頃フィリピン中南部は既にアメリカ海軍艦載機の空襲を受けていた。北部にあるマニラも空襲の可能性が高くなり、勝力はルソン島西岸のマシンロックに待避する為、21日午前3時に単艦マニラを出港した。しかし、北上中の午前11時30分頃に敵戦闘機約60機を認め、このうち約10機から午前11時40分頃から約20分間、機銃掃射と急降下爆撃を受けた。爆弾2発は回避したが機銃掃射により重傷者2名、軽傷者数名を出した他、艦には機銃弾約100発を被弾した。勝力搭載の7.7mm機銃は敵機に相当数命中したが、威力不足の為に敵機の撃破は1機に留まった。勝力は一旦敵機攻撃圏内から離脱するために西方に進路を向け、予定をブルネイ回航に変更した。午後4時30分頃に病院船高砂丸を認め、重傷者2名を高砂丸に入院させた。
同日午後10時30分、北緯13度30分・東経119度20分の地点で
潜水艦ハッドによる雷撃3本（ハッドの記録では6本）を受け、回避行動を取ったが内1本が右舷艦橋前部に命中、艦首を下にして約1分で沈没した。沈没による乗員の戦死、行方不明者は計167名、生存者28名(うち重傷4名)。また便乗していた南方海軍航路部第4測量班の25名のうち、10名が行方不明となった。「沈没顛末報告」では生存者の少なかった原因として単艦での行動、夜間でかつ海が荒れていた、沈没が急だった、沈没後に敵潜水艦が浮上し銃撃を行った事をあげている。
生存者は浮いていたカッター1隻と測量艇1隻に乗り、カッターは24日、測量艇は25日にそれぞれルバング島に到着、現地の陸軍情報隊で合流した。24日から数回に分かれてマニラへ移動、30日生存者はマニラに集合した。生存者のうち、下士官10名と傭人1名は9月30日附で呉海兵団に転勤、重傷者4名は第103病院に入院、残り12名は第5補充部に転勤した。
11月10日、「勝力」は測量艦および帝国特務艦籍から削除された。敷設艦2隻（八重山、蒼鷹）も同日附で除籍されている。

## 略歴
- 1916年5月5日 呉海軍工廠にて起工[2]
  - 10月5日 進水[8]
- 1917年1月15日 竣工[10]
- 1920年4月1日 敷設艦へ類別変更[3]、軍艦勝力となる[25]
- 1935年 測量艦に改造
- 1942年7月20日 特務艦（測量艦）に類別変更[4]
- 1944年9月21日 マニラ南西方にて戦没[81][11]
  - 11月10日 除籍[5]

## 歴代艦長
※『艦長たちの軍艦史』199-201頁、『日本海軍史』第9巻・第10巻の「将官履歴」及び『官報』に基づく。階級は就任時のもの。

### 指揮官
- 角田貴三 中佐：1916年11月6日 - 1917年7月2日
- 迎邦一 中佐：1917年9月1日 - 1917年12月1日[89]
- 高倉正治 中佐：1917年12月1日 - 1918年11月10日[90]
- 有田秀通 中佐：1918年11月10日 - 1918年12月4日[91]
- 前川直平 中佐：1918年12月4日[91] - 1919年11月20日[92]
- 宮野好二 中佐：1919年11月20日 - 1920年4月1日

### 艦長
- 宮野好二 中佐：1920年4月1日 - 1920年11月12日[93]
- 今橋重良 中佐：1920年11月12日[93] - 1921年7月25日[94]
- 成沢美水 中佐：1921年7月25日 - 1921年12月1日[95]
- 堀内宗平 中佐：1921年12月1日 - 1922年11月1日[96]
- 土方鎮雄 中佐：1922年11月1日[96] - 1923年7月20日[97]
- 上村従義 中佐：1923年7月20日[97] - 1923年11月20日[98]
- 石田正一 中佐：1923年11月20日 - 1924年12月1日
- 松井利三郎 中佐：1924年12月1日 - 1925年4月15日
- 山田松次郎 中佐：1925年4月15日 - 1925年10月20日
- 広岡正治 中佐：1925年10月20日 - 1927年11月15日[99]
- 荒糺 中佐：1927年11月15日 - 1928年12月10日
- 平野武雄 中佐：1928年12月10日 - 1929年11月30日
- 藤永三郎 中佐：1929年11月30日 - 1930年5月1日[100]
- 石橋敏成 中佐：1930年5月1日 - 1930年11月15日
- 佐倉武夫 中佐：1930年11月15日 - 1931年12月1日
- 荻野仲一郎 中佐：1931年12月1日 - 1933年11月15日
- 香宗我部譲 中佐：1933年11月15日 - 1934年11月1日
- 脇坂乗平 中佐：1934年11月1日 - 1935年10月10日
- 松良祐宏（考行）中佐：1935年10月10日 - 1938年2月21日[101]
- 延谷保司 中佐：1938年2月21日 - 1939年4月20日[102]
- 長尾素夫 大佐：1939年4月20日 - 1940年5月2日[103]
- 中村正雄 大佐：1940年5月2日[103] - 1940年6月1日[104]
- 近藤脩三 中佐：1940年6月1日 - 1942年1月15日[105]
- 千葉次雄 大佐：1942年1月15日[105] - 1942年7月20日[106]

### 特務艦長
- 千葉次雄 大佐：1942年7月20日[106] -
- 寺島昌善 大佐：1943年11月10日 -
- 志和彪 大佐：1944年9月1日 - 1944年9月21日戦死